# IC 4194
IC 4194 је појединачна звијезда у сазвјежђу Ловачки пси која се налази на листи објеката дубоког неба у Индекс каталогу.
Деклинација објекта је + 38° 52' 24" а ректасцензија 13h 6m 7,8s.